# Kanischka Taher
Kanischka Taher (in persiano كانشكا طاهر‎; Kabul, 4 aprile 1991) è un calciatore afghano, centrocampista dell'Alemannia Aquisgrana II.